# Classe Momo
La classe Momo (桃型駆逐艦, Momogata kuchikukan) est une classe de quatre destroyers construits pour la Marine impériale japonaise durant la Première Guerre mondiale.

## Contexte
Les destroyers de classe Momo ont été conçus dans le cadre de la première phase du programme Flotte huit-huit de la Marine impériale japonaise en même temps que la classe Isokaze.
Avec la mise en service des nouveaux cuirassés rapides de Classe Fusō et de classe Ise, il fallait avoir des escorteurs océaniques aussi rapides.
Toutefois, la marine japonaise ne pouvait pas se permettre de construire de nombreux grands destroyers, de sorte qu'il a été décidé de scinder la production entre les grands destroyers de 1re Isokaze et de nouveaux destroyers de 2e classe Momo.
Les quatre navires ont été construits dans le cadre budgétaire de l'exercice 1915, deux à l'arsenal naval de Maizuru et deux à l'arsenal naval de Sasebo.

## Conception
Les navires de 2e classe Momo étaient une version réduite de la 1re classe Isokaze et conservé la plupart des innovations introduites par cette classe : trois cheminées profilées, avec une proue courbe, 6 tubes lance-torpilles, moteurs à turbines.

La motorisation reprend la conception des turbines à vapeur plus perfectionnées, de type Brown-Curtis pour les Hinoki et Yanagi, et de fabrication japonaise Kampon pour les Momo et Kashi.
L'armement est légèrement inférieur à la classe Isokaze : trois canons de 120 mm (un en tourelle sur le gaillard d'avant, un au milieu et un vers l'arrière). Le nombre de torpilles est augmenté avec trois bi-tubes et la protection anti-aérienne est assurée seulement par deux mitrailleuses.

## Service
Les destroyers de classe Momo ont été achevés à temps pour servir dans les étapes finales de la Première Guerre mondiale. Ils furent d'abord basés à Malte à partir de août 1917 au sein de la 15e flottille de destroyers avec le croiseur Izumo. La flotte japonaise était indépendante en Méditerranée, mais elle a effectué des opérations sous la direction de la Royal Navy, principalement dans les opérations d'escorte pour le transport de troupes et des convois et dans la guerre anti-sous-marine opérations contre les U-boot allemands.
Le Kashi a été transféré à la Marine impériale du Mandchoukouo le 1er mai 1937 et a été rebaptisé Hai Wei. Cependant, le 6 juin 1942, le Hai Wei a été re-transféré à la marine impériale japonaise, et reclassé comme escorteur-auxiliaire Kari. Il a combattu pendant la Seconde Guerre mondiale, et a été coulé par un raid américain sur Okinawa le 10 octobre 1944.
Les trois navires restants ont été retirés le 1er avril 1940 et détruits, sauf pour le Yanagi, qui a été retenu comme carcasse de formation et abandonné en 1947.

## Les unités
| Nom    | Chantier naval           | Quille          | Lancement         | Service          | Fin de carrière          |
| ------ | ------------------------ | --------------- | ----------------- | ---------------- | ------------------------ |
| Momo   | Arsenal naval de Sasebo  | 28 février 1916 | 12 octobre 1916   | 23 décembre 1916 | détruit en 1940          |
| Kashi  | Arsenal naval de Maizuru | 15 mars 1916    | 1er décembre 1916 | 31 mars 1917     | coulé le 10 octobre 1944 |
| Hinoki | Arsenal naval de Maizuru | 5 mai 1916      | 25 décembre 1916  | 31 mars 1917     | détruit en 1940          |
| Yanagi | Arsenal naval de Sasebo  | 21 octobre 1916 | 24 février 1917   | 5 mai 1917       | retiré en 1940           |